# Zala (Angola)
Zala – miasto w Angoli, w prowincji Bengo.